# جون غاردنر كوليدغ
جون غاردنر كوليدغ (بالإنجليزية: John Gardner Coolidge)‏ هو دبلوماسي أمريكي، ولد في 4 يوليو 1863 في بوسطن في الولايات المتحدة، وتوفي بنفس المكان في 28 فبراير 1936.